# Dominko Zlatarić
Dominko Zlatarić (isto Dinko, Dubrovnik, 1558. – Dubrovnik, 1613.) bio je hrvatski renesansni pjesnik i prevoditelj.

## Životopis
Dominko Zlatarić rodio se u Dubrovniku 1558. godine, u uglednoj i vrlo bogatoj pučkoj obitelji, kao sin Šimuna (Mihova) Zlatarića i Frane, kćeri bogatog plemića Dominika Kladorubovića. Šimun i Frana u tome braku sklopljenom 16. travnja 1555. godine imali su četvero djece: sinove Miha (kasnijeg časnika u vojsci Jurja Zrinskog), Dominka i Jeronima, te kćer Katu (koju je Dominko posmrtno opjevao). Šimun je u drugome braku sklopljenom 27. studenoga 1564. godine s Dešom Zizzeri imao još troje djece: Miha, Cvijeta i Nikolu.
Dominko Zlatarić nakon završetka humanističke gimnazije, pohađao je Sveučilište u Padovi, gdje je učio govorništvo, filozofiju i građansko pravo. Od malena je učio talijanski i latinski, a u Padovi i grčki. Znanjem i ozbiljnošću odlikovao se toliko da su ga studenti medicine i filozofije 13. kolovoza 1579. godine izabrali za svojega rektora. U znak priznanja za uvođenje mira i reda medu đacima, Mletačka Republika imenovala ga je «zlatnim vitezom» (eliues auratis). Godine 1580. podignuta mu je kao rektoru na Padovanskom sveučilištu spomen-ploča.
Godine 1587. vratio se u Dubrovnik. Bavio se gospodarstvom i književnim radom na svojemu imanju u Cavtatu i Konavlima. Drugovao je s talijanskim i dubrovačkim pjesnicima među kojima s Cvijetom Zuzorić.
Umro je u Dubrovniku, 1613. godine.

## Književno stvaralaštvo
Pisao je dubrovačkim i talijanskim jezikom, sastavljao ljubavne, prigodne i refleksivne pjesme, no Zlatarić ostaje najznačajniji kao prevoditelj. 
Književno je oplakao Maroja Mažibradića.

### Utjecaji
Pisao je pod utjecajem prve generacije dubrovačkih petrarkista i talijanskih petrarkističkih škola, posebice bembističkoj struji, t.zv. dvorskom petrarkizmu koji se vraća izvornim Petrarkinim neoplatonističkim idejama. Čvrstu povezanost s domaćom petrarkističkom tradicijom potvrđuje njegov stilistički repertoar.
Djela je posvetio Jurju Zrinskom, kojeg u posveti uspoređuje s perzijskim vladarom Kirom Velikim, a u vojsci Zrinskog kao časnik služio je Zlatarićev brat Miho.

### Lirika
Zbirka Pjesni u smrt razlicijeh sastoji se od 137 lirskih, pretežno ljubavnih (105), pjesama pod utjecajem bembizma, a posmrtno ju je objavio njegov sin Miho Zlatarić. Tradicionalan je u formi, a najveću pažnju pridaje stihu i izražajnim stilskim sredstvima te teži svečanom i ozbiljnom. U zbirci se nalaze prijevodi s grčkog, talijanskog i latinskog te 26 izvornih pjesama. Bogatstvo izraza, majstorstvo i zvukovne kvalitete njegovih osmeraca i dvanaesteraca stavljaju Zlatarića u red najboljih lirika dubrovačke renesanse.
Zlatarić je i jedan od najplodnijih epitafičara dubrovačke renesanse. Najekspresivnije je kratko Nadgrobje Dinku Ranjini. U tu skupinu idu i epitafi upućeni Cvijeti Zuzorić "u smrt" njezina muža Bartolomea Pescionija. Prije 1597. godine umrla je i njegova sestra Kate kojoj je ispjevao U smrt Kate svoje sestre. Uz Dinka Ranjinu, oplakao je i smrti drugih dubrovačkih pisaca - Miha Monaldija, Maroja Mažibradića te Saba Bobaljevića Glušca. Osim tradicionalne pohvale pokojnika i utjehe tugujućih, nazire se i utjecaj religiozne lirike s tematikom slavljenja Boga i vječnog života, a posljednje su dvije pjesme - Duši svojoj i Prislavnoj djevici Mariji - žanrovski prave religiozne pjesme.
Zlatarićeve pjesme nalaze se i u Zadarskom zborniku.

### Prijevodi
Osim dijela prevedenih lirskih pjesama, u Padovi je u prosincu 1580. godine preveo iz Tassova rukopisa pastirsku igru Aminta, a poslije ju je, nezadovoljan svojim prepjevom, dotjerao, preradio i lokalizirao 1597. godine pod naslovom Ljubmir.
Potom je u Veneciji 1597. godine izdao zbirku svojih prijevoda pod naslovom Elektra, trađedija, Ljubmir, pripovijes pastijerska i Ljubav i smrt Pirama i Tizbe, iz veće tuđijeh jezika u hrvacki složene. Potonji je prijevod značajan i po isticanju hrvatskog jezika kao jezika djela. Elektru je posvetio Jurju Zrinskome ("u posveti Jurju Zrinskom naglašuje da je »učinio Harvacku Garkinju Elektru Sofokla«"), Ljubmira Mihu Menčetiću Matufiću, a treći prijevod, Pirama i Tizbu, Cvijeti Zuzorić. Iste godine 1597. tiskao je i talijanske pjesme bliskog prijatelja Caesara Simonettija te ih također posvetio Cvijeti Zuzorić. 
Osim kao pjesnik, cijenjen je kao najbolji renesansni prevoditelj. Tassova Amintu prevodi doslovno, uz nužne izmjene što ih nameće metrička shema drukčija od izvornika. Drugi prijevod, Ljubmir, još je dotjeraniji, literarniji, i čistiji, jezično bogatiji. Prijevod Sofoklove Elektre dokaz je ne samo Zlatarićeve obrazovanosti, ukusa i versifikacijske vještine nego i pjesničke nadarenosti. Također, prvi je u Europi preveo Sofokla iz rukopisa u dvostruko rimovanim dvanaestercima, dok su korski dijelovi u osmercima. Ljubav Pirama i Tizbe, prema Ovidijevim Metamorfozama, bliža je prijevodu nego prepjevu, a ispjevana je u marulićevskim dvostruko rimovanim dvanaestercima s prijenosnom rimom. Prema uzusu onodobnih poetika, njegovi su prijevodi na svoj način samostalna poetska ostvarenja, kojima je proširio repertoar hrvatske renesansne književnosti.

## Vanjske poveznice
- Zlatarić, Dominko enciklopedija.hr
- Dominko Zlatarić: Pjesme
- Dominko Zlatarić, Djela, edicija "Stari pisci hrvatski", izdao P. Budmani 1899.